# Seznam poslanců Českého zemského sněmu (1895–1901)
Toto je seznam poslanců Českého zemského sněmu ve volebním období 1895–1901. Zahrnuje všechny členy Českého zemského sněmu ve funkčním období od zemských voleb roku 1895 až do voleb roku 1901. 
| Jméno                        | Kurie                       | Volební obvod                           | Strana                    | Poznámka                                                                       |
| ---------------------------- | --------------------------- | --------------------------------------- | ------------------------- | ------------------------------------------------------------------------------ |
| Adámek Gustav                | městská                     | Slaný, Louny, Rakovník, Velvary         |                           | Zvolen r. 1897. Rezignoval r. 1899.                                            |
| Adámek Karel                 | městská                     | Ústí nad Orlicí                         | mladočech                 |                                                                                |
| Aigner Anton                 | městská                     | Frýdlant                                | něm. nacionál             | Rezignoval v květnu 1899. Opětovně zvolen r. 1899.                             |
| Albl Franz                   | venkovských obcí            | Žatec                                   | něm. liberál              |                                                                                |
| Anýž Josef                   | městská                     | Hořovice                                | mladočech                 |                                                                                |
| Baar Josef                   | městská                     | Třeboň                                  | staročech                 |                                                                                |
| Bareuther Ernst              | městská                     | Aš, Rossbach                            | něm. nacionál             | Rezignoval v květnu 1899. Opětovně zvolen r. 1899.                             |
| Barták Jan                   | venkovských obcí            | Jílové                                  | mladočech                 |                                                                                |
| Baxa Karel                   | městská                     | Kolín                                   | pokrokář                  |                                                                                |
| Bendel Josef                 | městská                     | Rokytnice, Jilemnice                    |                           | Zvolen v prosinci 1899.                                                        |
| Besemüller Franz             | venkovských obcí            | Liberec, Jablonec, Tanvald              |                           | Zvolen r. 1900.                                                                |
| Bernard Josef                | venkovských obcí            | Turnov                                  | mladočech                 |                                                                                |
| Blažek Gabriel               | městská                     | Praha-Nové Město                        | mladočech                 |                                                                                |
| Boček František              | venkovských obcí            | Milevsko                                | mladočech                 |                                                                                |
| Bohaty Adolf                 | obchodních a živnost. komor | Liberec                                 | něm. liberál              |                                                                                |
| Böhm Wendelin                | městská                     | Vrchlabí, Lanov, Hostinné               |                           | Nastoupil r. 1898. Rezignoval v květnu 1899.                                   |
| Böns Franz                   | venkovských obcí            | Ústí nad Labem                          | něm. liberál              |                                                                                |
| Brand Karel                  | velkostatkářská             |                                         | konz. velkostatkář        |                                                                                |
| Brynych Edvard Jan           | virilisté                   | biskup královéhradecký                  |                           |                                                                                |
| Březnovský Václav            | městská                     | Praha-Nové Město                        | mladočech                 |                                                                                |
| Brdlík Josef                 | městská                     | Tábor                                   | mladočech                 |                                                                                |
| Brzorád Eduard               | venkovských obcí            | Ledeč                                   | mladočech                 |                                                                                |
| Buquoy-Longueval Karel       | velkostatkářská             |                                         | konz. velkostatkář        |                                                                                |
| Clam-Martinic Heinrich       | velkostatkářská             |                                         | konz. velkostatkář        |                                                                                |
| Czernin Eugen                | velkostatkářská             |                                         | konz. velkostatkář        |                                                                                |
| Czernin Eugen (JUDr.)        | velkostatkářská             |                                         | konz. velkostatkář        |                                                                                |
| Czernin Josef                | velkostatkářská             |                                         | konz. velkostatkář        |                                                                                |
| Čelakovský Jaromír           | městská                     | Vysoké Mýto                             | mladočech                 |                                                                                |
| Černohorský Karel            | venkovských obcí            | Semily                                  | mladočech                 |                                                                                |
| Černý Antonín                | venkovských obcí            | Domažlice                               | mladočech                 |                                                                                |
| Daubek Josef Šebestián       | velkostatkářská             |                                         | konz. velkostatkář        |                                                                                |
| Dobřenský Jan                | velkostatkářská             |                                         | konz. velkostatkář        |                                                                                |
| Dobřenský Jan Antonín        | velkostatkářská             |                                         | konz. velkostatkář        |                                                                                |
| Doležal Jindřich             | venkovských obcí            | Nový Bydžov                             | mladočech                 |                                                                                |
| Dostál František             | venkovských obcí            | Jičín                                   | mladočech                 |                                                                                |
| Dvořák Jan                   | venkovských obcí            | Nové Město n. M.                        | mladočech                 |                                                                                |
| Dvořák Ladislav              | městská                     | Slaný, Louny, Rakovník, Velvary         | mladočech                 | Zvolen r. 1900 poté co rezignoval G. Adámek.                                   |
| Dvořák Václav                | venkovských obcí            | Prachatice                              | mladočech                 |                                                                                |
| Dyk Emanuel                  | venkovských obcí            | Plzeň                                   | mladočech                 |                                                                                |
| Effmert Antonín              | obchodních a živnost. komor | Budějovice                              | staročech                 |                                                                                |
| Eisenstein Emerich           | velkostatkářská             |                                         | konz. velkostatkář        |                                                                                |
| Eltz Eduard                  | venkovských obcí            | Falknov                                 | něm. liberál              |                                                                                |
| Engel Emanuel                | městská                     | Benešov                                 | mladočech                 |                                                                                |
| Eppinger Karl                | městská                     | Cvikov                                  | něm. liberál              |                                                                                |
| Fabián Václav                | velkostatkářská             |                                         | konz. velkostatkář        |                                                                                |
| Fišera Václav                | velkostatkářská             |                                         | konz. velkostatkář        |                                                                                |
| Formánek Václav              | venkovských obcí            | Hradec Králové                          | mladočech                 |                                                                                |
| Fořt Josef                   | městská                     | Litomyšl                                | mladočech                 |                                                                                |
| Fournier August              | městská                     | Děčín                                   | něm. liberál              |                                                                                |
| Funke Alois                  | městská                     | Litoměřice                              | něm. liberál              |                                                                                |
| Gebauer Jan                  | virilisté                   | rektor české univerzity                 |                           | Rektor v akad. roce 1899/1900.                                                 |
| Gebler Wenzel                | venkovských obcí            | Kraslice, Nejdek                        | něm. nacionál             | Rezignoval v květnu 1899. Opětovně zvolen r. 1899.                             |
| Glöckner Adolf               | obchodních a živnost. komor | Liberec                                 | něm. liberál              |                                                                                |
| Goldberg Karl                | městská                     | Varnsdorf                               | něm. liberál              |                                                                                |
| Grégr Eduard                 | venkovských obcí            | Vysoké Mýto                             | mladočech                 |                                                                                |
| Hájek Max                    | městská                     | Písek                                   | mladočech                 |                                                                                |
| Hallwich Hermann             | městská                     | Vrchlabí, Lanov, Hostinné               | něm. liberál              | Rezignoval r. 1898.                                                            |
| Hanel Jan Jaromír            | virilisté                   | rektor české univerzity                 |                           | Rektor v akad. roce 1896/1897.                                                 |
| Harrach Jan                  | velkostatkářská             |                                         | konz. velkostatkář        |                                                                                |
| Heinzel Anselm               | venkovských obcí            | Broumov                                 | něm. liberál              |                                                                                |
| Heller Servác                | městská                     | Domažlice                               | mladočech                 |                                                                                |
| Herbig Josef                 | venkovských obcí            | Frýdlant                                | něm. liberál              |                                                                                |
| Herbst Ernst                 | venkovských obcí            | Nýrsko                                  | něm. liberál              |                                                                                |
| Herold Josef                 | venkovských obcí            | Královské Vinohrady                     | mladočech                 |                                                                                |
| Hildprandt Ferdinand         | velkostatkářská             |                                         | konz. velkostatkář        |                                                                                |
| Hlávka Josef                 | velkostatkářská             |                                         | konz. velkostatkář        |                                                                                |
| Hodys Josef                  | venkovských obcí            | Příbram                                 | mladočech                 |                                                                                |
| Hofmann Vinzenz              | venkovských obcí            | Stříbro                                 | něm. liberál              |                                                                                |
| Holče Josef                  | obchodních a živnost. komor | Budějovice                              | mladočech                 |                                                                                |
| Holzinger Carl von           | virilisté                   | rektor německé univerzity               |                           | Rektor v akad. roce 1899/1900.                                                 |
| Hora Antonín                 | velkostatkářská             |                                         | konz. velkostatkář        |                                                                                |
| Horák Josef                  | venkovských obcí            | Poděbrady                               | mladočech                 |                                                                                |
| Horák Václav                 | velkostatkářská             |                                         | konz. velkostatkář        |                                                                                |
| Hořica Ignát                 | městská                     | Příbram, Březové Hory                   | mladočech                 | Zvolen r. 1899.                                                                |
| Hovorka František            | venkovských obcí            | Žamberk                                 | mladočech                 |                                                                                |
| Huppert Karl Hugo            | virilisté                   | rektor německé univerzity               |                           | Rektor v akad. roce 1895/1896.                                                 |
| Hyrš Josef                   | venkovských obcí            | Německý Brod                            | mladočech                 |                                                                                |
| Chiari Hans                  | virilisté                   | rektor německé univerzity               |                           | Rektor v akad. roce 1900/1901.                                                 |
| Chotek Emerich               | velkostatkářská             |                                         | konz. velkostatkář        |                                                                                |
| Chotek Ferdinand             | velkostatkářská             |                                         | konz. velkostatkář        |                                                                                |
| Iro Karl                     | městská                     | Cheb                                    | něm. antisemita, všeněmec | Rezignoval v květnu 1899. Opětovně zvolen r. 1899.                             |
| Jäger Wenzel                 | venkovských obcí            | Dubá, Štětí                             | něm. liberál              | Zemřel roku 1896.                                                              |
| Janda Heřman                 | venkovských obcí            | Hořice                                  | mladočech                 |                                                                                |
| Janda Václav                 | venkovských obcí            | Slaný                                   | mladočech                 |                                                                                |
| Janďourek Jan                | městská                     | Lomnice                                 | mladočech                 |                                                                                |
| Jann Josef                   | venkovských obcí            | Jindřichův Hradec                       | mladočech                 |                                                                                |
| Jaroš Jan                    | venkovských obcí            | Dvůr Králové                            | mladočech                 |                                                                                |
| Jindřich Václav              | venkovských obcí            | Rakovník, Křivoklát, N. Strašecí, Louny | mladočech                 | Zemřel r. 1898.                                                                |
| Kadeřávek Eugen              | virilisté                   | rektor české univerzity                 |                           | Rektor v akad. roce 1897/1898.                                                 |
| Kaftan Jan                   | městská                     | Praha-Holešovice                        | mladočech                 |                                                                                |
| Kahl Josef                   | obchodních a živnost. komor | Liberec                                 | něm. liberál              |                                                                                |
| Kaizl Josef                  | městská                     | Karlín                                  | mladočech                 |                                                                                |
| Karlach Mikuláš              | velkostatkářská             |                                         | konz. velkostatkář        |                                                                                |
| Karlík Josef                 | obchodních a živnost. komor | Plzeň                                   | mladočech                 |                                                                                |
| Kasper Josef                 | venkovských obcí            | Trutnov                                 | něm. radikál              | Nastoupil r. 1898. Zvolen v dubnu 1900.                                        |
| Katzwendel Josef             | městská                     | Česká Lípa                              | něm. liberál              |                                                                                |
| Kiemann Johann               | městská                     | Vimperk                                 | něm. liberál              |                                                                                |
| Kindermann Franz             | městská                     | Šluknov                                 | něm. nacionál             | Rezignoval v květnu 1899. Opětovně zvolen r. 1899.                             |
| Kleist Friedrich             | velkostatkářská             |                                         | konz. velkostatkář        |                                                                                |
| Kletzenbauer Gregor          | venkovských obcí            | Kaplice                                 | něm. kř.-sociál           |                                                                                |
| Klouček František            | městská                     | Jičín                                   | mladočech                 |                                                                                |
| Knoll Rudolf                 | venkovských obcí            | Karlovy Vary                            | něm. liberál              |                                                                                |
| Koldinský Alois              | městská                     | Smíchov                                 | mladočech                 |                                                                                |
| Kolovrat-Krakovský Jindřich  | velkostatkářská             |                                         | konz. velkostatkář        |                                                                                |
| Komárek Josef                | venkovských obcí            | Pardubice                               | mladočech                 |                                                                                |
| König František              | venkovských obcí            | Plzeň                                   | mladočech                 |                                                                                |
| Kounic Václav                | městská                     | Kladno                                  | mladočech                 |                                                                                |
| Kovařík Josef                | venkovských obcí            | Klatovy                                 | mladočech                 |                                                                                |
| Kožmín Jan                   | venkovských obcí            | Votice                                  | mladočech                 |                                                                                |
| Krajník Miroslav             | městská                     | Čáslav                                  | mladočech                 |                                                                                |
| Kramář Karel                 | venkovských obcí            | Vrchlabí                                | mladočech                 |                                                                                |
| Krásl František Borgia       | velkostatkářská             |                                         | konz. velkostatkář        |                                                                                |
| Krejčík Josef                | obchodních a živnost. komor | Praha                                   | mladočech                 |                                                                                |
| Křepek Franz                 | venkovských obcí            | Litoměřice                              | něm. liberál              |                                                                                |
| Krumbholz Václav             | venkovských obcí            | Smíchov                                 | mladočech                 |                                                                                |
| Kryf Alois                   | venkovských obcí            | Kolín                                   | mladočech                 |                                                                                |
| Kudrnka Josef                | venkovských obcí            | Chrudim                                 | mladočech                 |                                                                                |
| Kurz Anton                   | virilisté                   | rektor německé univerzity               |                           | Rektor v akad. roce 1898/1899.                                                 |
| Kůs Jan                      | venkovských obcí            | Přeštice                                | mladočech                 |                                                                                |
| Kutscher Franz               | venkovských obcí            | Litoměřice, Lovosice, Úštěk             |                           | Zvolen r. 1899.                                                                |
| Langer Eduard                | městská                     | Trutnov                                 | něm. liberál              |                                                                                |
| Lažanský Jan                 | velkostatkářská             |                                         | konz. velkostatkář        |                                                                                |
| Lažanský Vladimír            | velkostatkářská             |                                         | konz. velkostatkář        |                                                                                |
| Ledebur-Wicheln Johann       | velkostatkářská             |                                         | konz. velkostatkář        | Zvolen r. 1898.                                                                |
| Legler Friedrich             | městská                     | Liberec                                 | něm. nacionál             | Rezignoval v květnu 1899. Opětovně zvolen r. 1899.                             |
| Leitner Johann               | městská                     | Most                                    | něm. liberál              |                                                                                |
| Leminger Jindřich            | obchodních a živnost. komor | Plzeň                                   | mladočech                 |                                                                                |
| Lenoch Jan                   | venkovských obcí            | Litomyšl                                | mladočech                 |                                                                                |
| Lenz Antonín                 | velkostatkářská             |                                         | konz. velkostatkář        |                                                                                |
| Lippert Julius               | venkovských obcí            | Šluknov, Haňšpach                       | něm. liberál              | Rezignoval r. 1898.                                                            |
| Lobkowicz Ferdinand          | velkostatkářská             |                                         | konz. velkostatkář        |                                                                                |
| Lobkowicz Jiří Kristián      | velkostatkářská             |                                         | konz. velkostatkář        |                                                                                |
| Loula Karel                  | venkovských obcí            | Benešov                                 | mladočech                 |                                                                                |
| Macháček Jan                 | městská                     | Kutná Hora                              | mladočech                 | Nastoupil r. 1898.                                                             |
| Malínský František           | městská                     | Německý Brod                            | mladočech                 |                                                                                |
| Maly Josef                   | městská                     | Rumburk                                 | něm. liberál              | Zvolen r. 1899.                                                                |
| Mareš Čeněk                  | velkostatkářská             |                                         | konz. velkostatkář        |                                                                                |
| Mareš Josef                  | venkovských obcí            | Hořovice                                | mladočech                 |                                                                                |
| Marty Anton                  | virilisté                   | rektor německé univerzity               |                           | Rektor v akad. roce 1896/1897.                                                 |
| Materna Otakar               | městská                     | Praha-Malá Strana                       | mladočech                 |                                                                                |
| Mayer Jan Viktor             | velkostatkářská             |                                         | konz. velkostatkář        | Nastoupil r. 1898.                                                             |
| Mensdorff-Pouilly Alfons V.  | velkostatkářská             |                                         | konz. velkostatkář        |                                                                                |
| Mettal Otto                  | velkostatkářská             |                                         | konz. velkostatkář        |                                                                                |
| Milner Emanuel               | venkovských obcí            | Žlutice                                 | něm. liberál              |                                                                                |
| Mixa Alois                   | velkostatkářská             |                                         | konz. velkostatkář        |                                                                                |
| Mixa Blažej                  | městská                     | Příbram                                 | bezpartijní               | Mandát anulován v květnu 1899.                                                 |
| Moravec Josef                | městská                     | Hradec Králové                          | mladočech                 |                                                                                |
| Möse Franz                   | venkovských obcí            | Jablonné                                | něm. liberál              |                                                                                |
| Müller Johann                | městská                     | Rokytnice, Jilemnice                    | něm. liberál              | Rezignoval v červenci 1899.                                                    |
| Nebeský z Vojkovic Jan       | velkostatkářská             |                                         |                           | Zvolen r. 1898.                                                                |
| Nedoma Antonín               | venkovských obcí            | Mělník                                  | mladočech                 |                                                                                |
| Nehasil Václav               | venkovských obcí            | Černý Kostelec                          | mladočech                 |                                                                                |
| Němec Václav                 | městská                     | Praha-Staré Město                       | mladočech                 |                                                                                |
| Nerad Wenzel                 | venkovských obcí            | Dubá, Štětí                             |                           | Nastoupil r. 1899. Opětovně zvolen v prosinci 1899.                            |
| Niesig Wilhelm               | venkovských obcí            | Česká Lípa                              | něm. liberál              |                                                                                |
| Niklfeld František           | venkovských obcí            | Chotěboř                                | mladočech                 |                                                                                |
| Nitsche Friedrich            | městská                     | Krumlov                                 | něm. liberál              |                                                                                |
| Nostitz-Rieneck Carl Erwein  | velkostatkářská             |                                         | konz. velkostatkář        |                                                                                |
| Nowak Gustav                 | venkovských obcí            | Šluknov, Haňšpach                       | něm. liberál              | Nastoupil r. 1899.                                                             |
| Opitz Ambros                 | městská                     | Georgswalde                             | něm. kř.-sociál           |                                                                                |
| Pabstmann Gustav Ludwig      | velkostatkářská             |                                         | konz. velkostatkář        |                                                                                |
| Pacák Bedřich                | venkovských obcí            | Kutná Hora                              | mladočech                 |                                                                                |
| Pacher Raphael               | městská                     | Chomutov, Vejprty, Přísečnice           |                           | Zvolen r. 1899.                                                                |
| Pálffy von Erdöd Eduard      | velkostatkářská             |                                         | konz. velkostatkář        |                                                                                |
| Parish von Senftenberg O.    | velkostatkářská             |                                         | konz. velkostatkář        |                                                                                |
| Pech Josef                   | venkovských obcí            | Pelhřimov                               | mladočech                 |                                                                                |
| Pergelt Anton                | venkovských obcí            | Rumburk                                 | něm. liberál              |                                                                                |
| Perutz Adolf                 | obchodních a živnost. komor | Liberec                                 | něm. liberál              |                                                                                |
| Peschka Franz                | venkovských obcí            | Lanškroun                               | něm. liberál              | Opětovně zvolen r. 1899.                                                       |
| Pfeifer Franz                | venkovských obcí            | Teplice                                 | něm. liberál              | Zemřel 13. 2. 1897.                                                            |
| Pfeifer Heinrich             | městská                     | Rumburk                                 | něm. liberál              |                                                                                |
| Pilz Gustav                  | velkostatkářská             |                                         | konz. velkostatkář        |                                                                                |
| Pinkas Ladislav              | městská                     | Praha-Malá Strana                       | mladočech                 |                                                                                |
| Pippich Karel                | městská                     | Chrudim                                 | mladočech                 |                                                                                |
| Plaček Boleslav              | městská                     | Kutná Hora                              | mladočech                 | Rezignoval r. 1898.                                                            |
| Podlipný Jan                 | městská                     | Praha-Staré Město                       | mladočech                 |                                                                                |
| Podlipský Prokop             | městská                     | Rychnov                                 | mladočech                 |                                                                                |
| Pollak Leopold               | velkostatkářská             |                                         | konz. velkostatkář        |                                                                                |
| Porák Viktor                 | velkostatkářská             |                                         | konz. velkostatkář        |                                                                                |
| Posselt Adolf                | městská                     | Jablonec                                | něm. liberál              |                                                                                |
| Prade Heinrich               | městská                     | Liberec                                 | něm. nacionál             | Rezignoval v květnu 1899. Opětovně zvolen r. 1899.                             |
| Prášek Karel                 | venkovských obcí            | Sušice                                  | bezpartijní               | Nastoupil r. 1899.                                                             |
| Pražák Jiří                  | velkostatkářská             |                                         | konz. velkostatkář        |                                                                                |
| Radimský Jan                 | velkostatkářská             |                                         | konz. velkostatkář        |                                                                                |
| Rataj Jan                    | venkovských obcí            | Písek                                   | agrárník                  |                                                                                |
| Reiniger Heinrich            | městská                     | Falknov                                 | něm. nacionál             | Rezignoval v květnu 1899. Opětovně zvolen r. 1899.                             |
| Reinsberg Josef              | virilisté                   | rektor české univerzity                 |                           | Rektor v akad. roce 1898/1899.                                                 |
| Richlý Vilém                 | velkostatkářská             |                                         | konz. velkostatkář        |                                                                                |
| Richter Alexander            | obchodních a živnost. komor | Cheb                                    | něm. liberál              |                                                                                |
| Richter Ferdinand            | velkostatkářská             |                                         | konz. velkostatkář        |                                                                                |
| Richter Josef                | venkovských obcí            | Trutnov                                 | něm. liberál              | Rezignoval v únoru 1900.                                                       |
| Richter Stefan               | venkovských obcí            | Děčín                                   | něm. liberál              |                                                                                |
| Röhling Karl                 | venkovských obcí            | Tachov                                  | něm. liberál              |                                                                                |
| Rombald Marian               | velkostatkářská             |                                         | konz. velkostatkář        |                                                                                |
| Rožánek Robert               | obchodních a živnost. komor | Budějovice                              |                           | Zvolen r. 1899.                                                                |
| Russ Victor Wilhelm          | městská                     | Karlovy Vary                            | něm. liberál              |                                                                                |
| Říha Martin Josef            | virilisté                   | biskup budějovický                      |                           |                                                                                |
| Sajfert František            | velkostatkářská             |                                         | konz. velkostatkář        |                                                                                |
| Sedlák Jan                   | velkostatkářská             |                                         | konz. velkostatkář        | Nastoupil r. 1898.                                                             |
| Setunský Karel               | městská                     | Strakonice                              | mladočech                 |                                                                                |
| Scharf Jakub                 | městská                     | Praha-Josefov                           | mladočech                 |                                                                                |
| Scharschmid v. Adlertreu Max | městská                     | Kraslice                                | něm. liberál              |                                                                                |
| Schlegel Franz               | městská                     | Bor                                     | něm. liberál              |                                                                                |
| Schlesinger Ludwig           | venkovských obcí            | Liberec                                 | něm. liberál              | Zemřel 24. 12. 1899.                                                           |
| Schmidl Edmund               | městská                     | Chomutov                                | něm. nacionál             |                                                                                |
| Schöbel Emanuel              | virilisté                   | biskup litoměřický                      |                           |                                                                                |
| Schönborn František          | virilisté                   | arcibiskup pražský                      |                           | Zemřel 1899.                                                                   |
| Schönborn Karl               | velkostatkářská             |                                         | konz. velkostatkář        |                                                                                |
| Schönborn Vojtěch            | velkostatkářská             |                                         | konz. velkostatkář        |                                                                                |
| Schöppe Karl                 | obchodních a živnost. komor | Liberec                                 | něm. liberál              | Zvolen r. 1899.                                                                |
| Schreiner Gustav             | městská                     | Planá                                   | něm. liberál              |                                                                                |
| Schücker Karl                | městská                     | Liberec                                 | něm. nacionál             | Rezignoval v květnu 1899. Opětovně zvolen r. 1899.                             |
| Schücker Zdenko              | obchodních a živnost. komor | Cheb                                    | něm. liberál              |                                                                                |
| Schüttelsberg August         | velkostatkářská             |                                         | konz. velkostatkář        |                                                                                |
| Schwarz František            | městská                     | Plzeň                                   | mladočech                 |                                                                                |
| Schwarzenberg Adolf Josef    | velkostatkářská             |                                         | konz. velkostatkář        |                                                                                |
| Schwarzenberg Bedřich        | velkostatkářská             |                                         | konz. velkostatkář        |                                                                                |
| Schwarzenberg Jan Adolf      | velkostatkářská             |                                         | konz. velkostatkář        |                                                                                |
| Schwarzenberg Karel IV.      | velkostatkářská             |                                         | konz. velkostatkář        |                                                                                |
| Siegmund Adolf               | městská                     | Teplice                                 | něm. liberál              |                                                                                |
| Silva-Tarouca Arnošt Emanuel | velkostatkářská             |                                         | konz. velkostatkář        |                                                                                |
| Skrbenský Lev z Hříště       | virilisté                   | arcibiskup pražský                      |                           | Nastoupil 1899.                                                                |
| Sláma František              | venkovských obcí            | Rychnov                                 | mladočech                 |                                                                                |
| Slavík Jan                   | městská                     | Jindřichův Hradec                       | mladočech                 |                                                                                |
| Sobitschka Josef Richard     | venkovských obcí            | Jáchymov                                | něm. liberál              |                                                                                |
| Sokol Josef                  | městská                     | Pardubice                               | mladočech                 |                                                                                |
| Stein Franz                  | městská                     | Vrchlabí                                |                           | Zvolen r. 1899.                                                                |
| Steinbach Johann             | venkovských obcí            | Horšovský Týn                           | něm. liberál              |                                                                                |
| Steiner Anton                | venkovských obcí            | Most                                    | něm. liberál              | Opětovně zvolen r. 1899 za kurii venk. obcí (obvod Kadaň, Přísečnice, Doupov). |
| Steiner František            | venkovských obcí            | Březnice                                | mladočech                 |                                                                                |
| Stejskal Josef               | velkostatkářská             |                                         | konz. velkostatkář        |                                                                                |
| Sternberg Filip              | velkostatkářská             |                                         | konz. velkostatkář        |                                                                                |
| Sternberg Leopold            | velkostatkářská             |                                         | konz. velkostatkář        |                                                                                |
| Stupecký Josef               | virilisté                   | rektor české univerzity                 |                           | Rektor v akad. roce 1900/1901.                                                 |
| Suda Václav                  | venkovských obcí            | Strakonice                              | mladočech                 |                                                                                |
| Šamánek Václav               | městská                     | Turnov                                  | mladočech                 |                                                                                |
| Šembera Vincenc              | velkostatkářská             |                                         | konz. velkostatkář        |                                                                                |
| Šíl Josef                    | městská                     | Dvůr Králové                            | mladočech                 |                                                                                |
| Škarda Václav                | městská                     | Mladá Boleslav                          | mladočech                 |                                                                                |
| Špindler Ervín               | městská                     | Mělník                                  | mladočech                 |                                                                                |
| Šťastný Alfons Ferdinand     | venkovských obcí            | Tábor                                   | agrárník                  | Jeho volba zrušena. Nově zvolen v doplňovací volbě 23. 12. 1896.               |
| Štolc Karel                  | venkovských obcí            | Mělník                                  | mladočech                 | Zvolen 23. 12. 1896 v doplňovací volbě po rezignaci poslance Nedomy.           |
| Šulc Josef                   | venkovských obcí            | Nymburk                                 | mladočech                 |                                                                                |
| Šulc Václav                  | velkostatkářská             |                                         | konz. velkostatkář        |                                                                                |
| Taschek Josef                | venkovských obcí            | Krumlov                                 | něm. liberál              |                                                                                |
| Tausche Anton                | venkovských obcí            | Kadaň                                   | něm. liberál              |                                                                                |
| Teklý Vilém                  | venkovských obcí            | Mladá Boleslav                          | mladočech                 |                                                                                |
| Tepper Josef                 | venkovských obcí            | Dubá, Štětí                             | něm. liberál              | Zvolen 23. 12. 1896 po smrti W. Jägera. Rezignoval v říjnu 1898.               |
| Tersch Eduard                | velkostatkářská             |                                         | konz. velkostatkář        |                                                                                |
| Theumer Leo                  | městská                     | Loket                                   | něm. liberál              |                                                                                |
| Thun-Hohenstein Jaroslav     | velkostatkářská             |                                         | konz. velkostatkář        |                                                                                |
| Thun-Hohenstein Zdenko       | velkostatkářská             |                                         | konz. velkostatkář        |                                                                                |
| Tomášů František             | velkostatkářská             |                                         | konz. velkostatkář        |                                                                                |
| Tonder Alipius Josef         | velkostatkářská             |                                         | konz. velkostatkář        |                                                                                |
| Udržal František             | venkovských obcí            | Rakovník, Křivoklát, N. Strašecí, Louny | mladočech                 | Nastoupil r. 1899.                                                             |
| Ulbrich Josef                | virilisté                   | rektor německé univerzity               |                           | Rektor v akad. roce 1897/1898.                                                 |
| Urban Karl                   | městská                     | Žatec                                   | něm. liberál              |                                                                                |
| Vašatý Jan                   | venkovských obcí            | Sušice                                  | bezpartijní               | Zemřel r. 1898.                                                                |
| Víšek Josef                  | obchodních a živnost. komor | Praha                                   | mladočech                 |                                                                                |
| Vitáček Ferdinand            | velkostatkářská             |                                         | konz. velkostatkář        |                                                                                |
| Vojáček Jan Bohdan           | velkostatkářská             |                                         | konz. velkostatkář        |                                                                                |
| Vollgruber Franz             | městská                     | Budějovice                              |                           | Zvolen r. 1899.                                                                |
| Vorlíček Jan                 | obchodních a živnost. komor | Praha                                   | mladočech                 |                                                                                |
| Vrba Karel                   | virilisté                   | rektor české univerzity                 |                           | Rektor v akad. roce 1895/1896.                                                 |
| Walter Josef                 | venkovských obcí            | Cheb                                    | něm. nacionál             | Rezignoval v květnu 1899. Opětovně zvolen r. 1899.                             |
| Werunsky Albert              | městská                     | Mikulášovice                            | něm. liberál              |                                                                                |
| Wiedersperg Gustav           | velkostatkářská             |                                         | konz. velkostatkář        |                                                                                |
| Wohanka Josef                | obchodních a živnost. komor | Praha                                   | mladočech                 |                                                                                |
| Wolf Karl Hermann            | venkovských obcí            | Teplice, Duchcov, Bílina                |                           | Zvolen r. 1897 Rezignoval v květnu 1899. Opět zvolen r. 1899.                  |
| Wolfgang Ludwig              | obchodních a živnost. komor | Cheb                                    | něm. nacionál             |                                                                                |
| Wolkenstein Engelhart        | velkostatkářská             |                                         | konz. velkostatkář        |                                                                                |
| Wunderlich Adalbert          | městská                     | Budějovice                              | něm. liberál              | Mandát anulován v květnu 1899.                                                 |
| Záhoř Jindřich               | městská                     | Praha-Holešovice                        | mladočech                 |                                                                                |
| Zátka August                 | venkovských obcí            | Budějovice                              | staročech                 |                                                                                |
| Zedtwitz Karl Max            | velkostatkářská             |                                         | konz. velkostatkář        |                                                                                |
| Zedtwitz Kurt                | velkostatkářská             |                                         | konz. velkostatkář        |                                                                                |
| Zessner Heinrich             | velkostatkářská             |                                         | konz. velkostatkář        |                                                                                |
| Zintl Josef                  | venkovských obcí            | Žlutice                                 | něm. liberál              |                                                                                |
| Žalud Josef                  | městská                     | Praha-Josefov                           | mladočech                 |                                                                                |